# آقای هابلوت
آقای هابلوت (به انگلیسی: Mr Hublot) نام انیمیشنی کوتاه است که در سال ۲۰۱۳ به طور مشترک در فرانسه و لوکزامبورگ ساخته شده است. این فیلم در سال ۲۰۱۴ جایزه اسکار را در شاخه بهترین فیلم کوتاه انیمیشنی گرفت.
قهرمان داستان که آقای هابلوت نام دارد؛ فردی است وسواسی و محافظه کار که در آپارتمان کوچکی زندگی می کند و از تغییر در زندگی اش به شدت می ترسد. زندگی این فرد با یافتن یک سگ خیابانی متحول می شود.

## جایزه
| جوایز | جوایز         | جوایز                | جوایز                            | جوایز |
| جایزه | تاریخ برگزاری | شاخه                 | گیرنده جایزه                     | نتیجه |
| ----- | ------------- | -------------------- | -------------------------------- | ----- |
| اسکار | ۲ مارس ۲۰۱۴   | بهترین انیمیشن کوتاه | Laurent Witz Alexandre Espigares | برنده |